# En urolig Vagt
En urolig Vagt er en dansk stum komediefilm fra 1912 produceret af Nordisk Films Kompagni og instrueret af Eduard Schnedler-Sørensen efter eget manuskript.
Filmen blev i tysktalende lande distribueret som Eine unruhrige Wache og i engelsketalende lande som A Disturbed Sentry.

## Handling
På belægningsstuen har fire soldater en dejlig udsigt til nabohuset, hvor en ung smuk pige og hendes mor bor. De fire indkaldte hænger i vinduet og fjanter med pigen, da løjtnanten kommer ind. Også han skal se pigen, og her overraskes de af kaptajnen. Også kaptajnen skal kigge, men da har moderen netop byttet plads med den unge pige. Kaptajnen går hovedrystende sin vej efter at have idømt soldaterne fire dage i kachotten.

## Medvirkende
- Frederik Buch